# Pozzallo
Pozzallo er en italiensk by (og kommune) i regionen Sicilien i Italien, med omkring 18.879(2023) indbyggere.  